# Lonchaea niveisquama
Lonchaea niveisquama är en tvåvingeart som beskrevs av Willi Hennig 1948. Lonchaea niveisquama ingår i släktet Lonchaea och familjen stjärtflugor.
Artens utbredningsområde är Bolivia. Inga underarter finns listade i Catalogue of Life.